# Bersée
Bersée is een gemeente in het Franse Noorderdepartement (Frans: département du Nord) (regio Hauts-de-France). De gemeente telde op 1 januari 2022 2.289 inwoners en maakt deel uit van het arrondissement Rijsel.

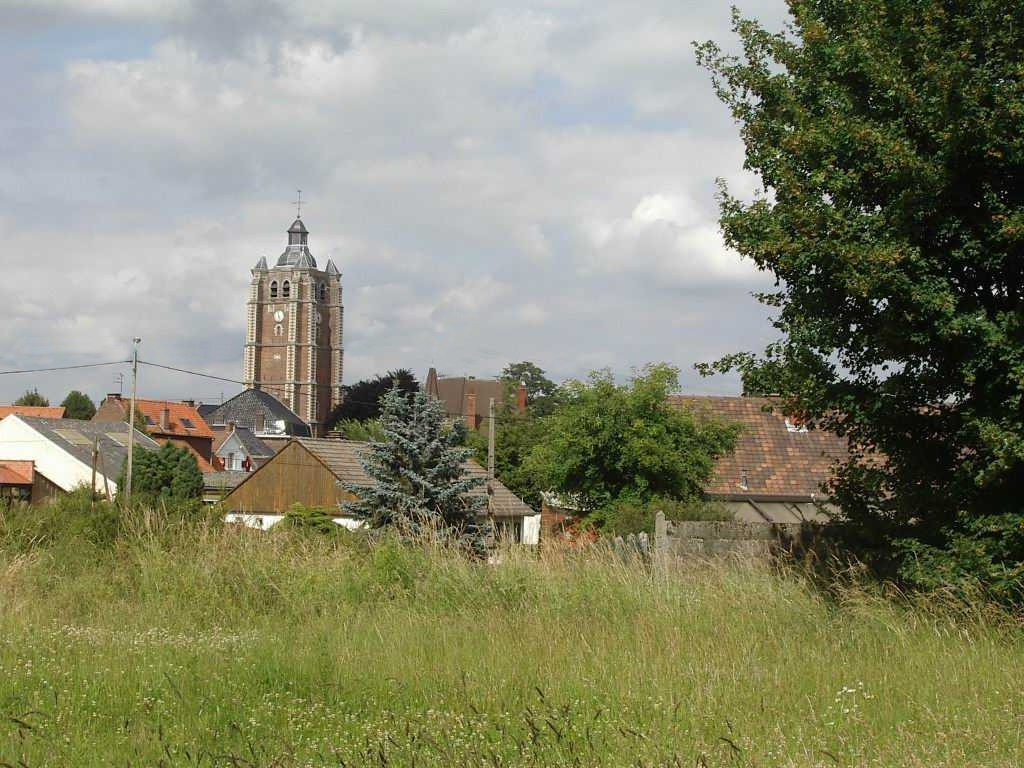
Zicht op Bersée

## Geografie
De oppervlakte van Bersée bedroeg op 1 januari 2022 10,93 vierkante kilometer; de bevolkingsdichtheid was toen 209,4 inwoners per km².

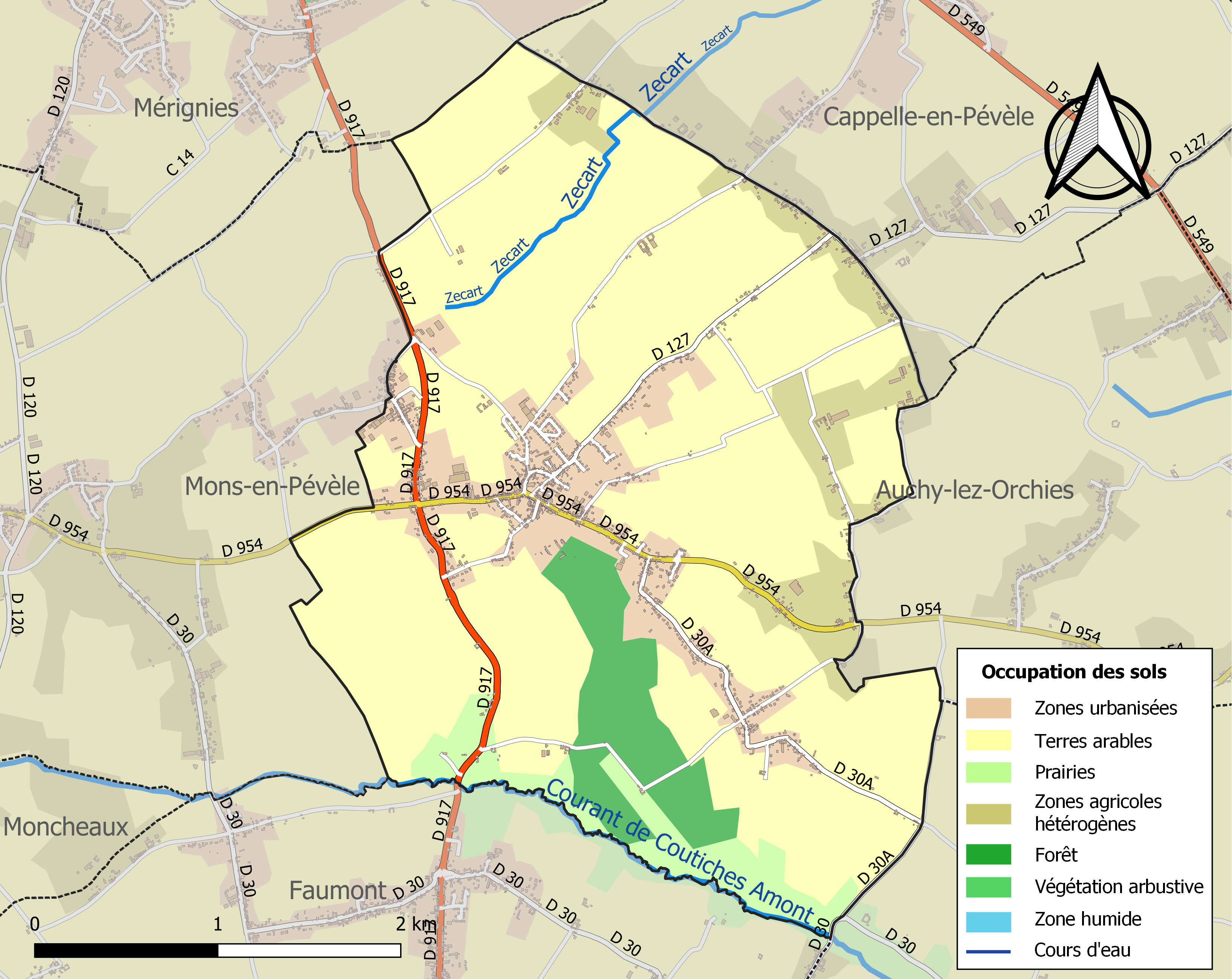
Kaart van de gemeente met belangrijkste infrastructuur, bodemgebruik en omliggende gemeenten

## Bezienswaardigheden

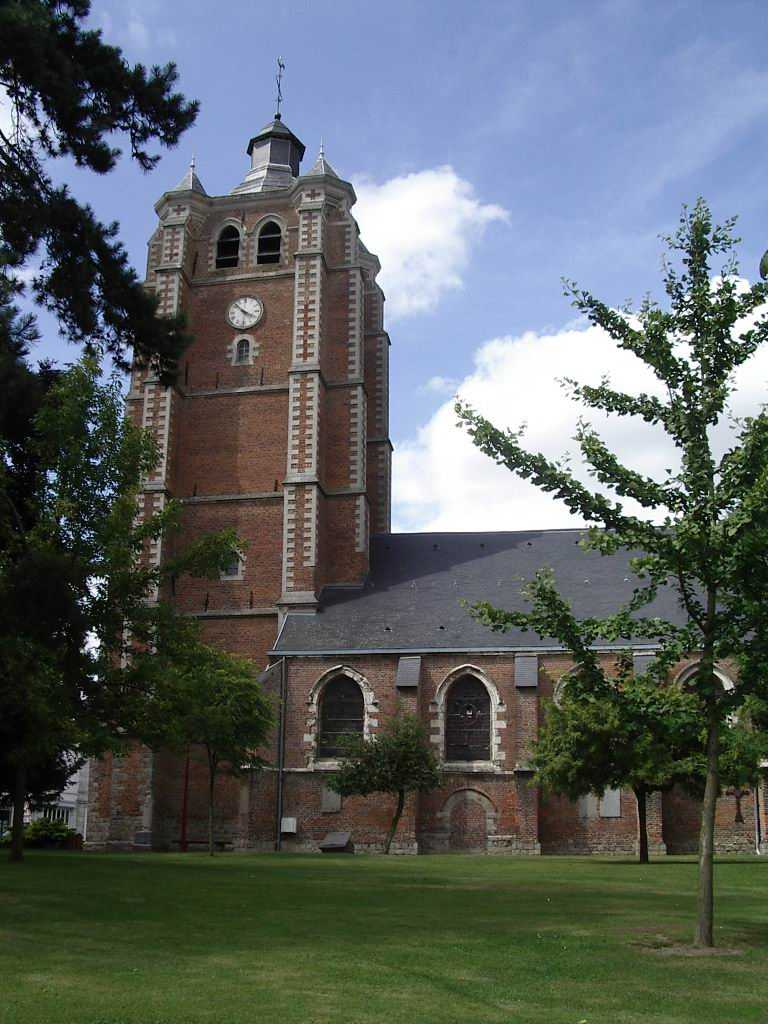
Église Saint-Étienne

- De Église Saint-Étienne, waarvan de klokkentoren in 1968 werd ingeschreven als monument historique.
- Op de gemeentelijke begraafplaats van Bersée bevinden zich 9 Britse oorlogsgraven uit de Tweede Wereldoorlog.

## Demografie
Onderstaande figuur toont het verloop van het inwonertal (bron: INSEE-tellingen).

## Sport
In de gemeente ligt een deel van de Secteur pavé d'Auchy-lez-Orchies à Bersée, een kasseistrook uit de wielerklassieker Parijs-Roubaix.